# Jogah
Jogah (Jokao, Gahongas), Jogah, ili Jungies, rasa su malih humanoidnih duhova prirode iz irokeškog folklora (Mohok, Kajuga, Tuscarora, Seneka), koji se na engleskom ponekad nazivaju "patuljci" ili "pigmeji". Obično su nevidljivi, ali ponekad se otkriju ljudima, osobito djeci, starijima i vračevima. U većini plemena, Jogah se opisuju kao plemena visoka do koljena, iako se za male ljude kod Tuscarora kaže da su visoki četiri stope. Često su povezani s bogom groma Hinunom, za kojeg se kaže da je njihov djed. Jogah se mogu šaliti i čak mogu biti opasni za ljude koji ne poštuju njih ili njihov prirodni dom, ali općenito su prijateljski raspoloženi prema Irokezima i ponekad će činiti usluge ljudima koji im ostave duhan ili druge darove.
Postoji nekoliko različitih vrsta Jogaha ili malih ljudi koji se pojavljuju u irokezskom folkloru. Gahonge (Bacači kamena ili Valjači kamena) su zemaljski duhovi koji žive na stjenovitim obalama rijeka i špiljama. Nevjerojatno su jaki i odgovorni su za pomicanje kamenja po prirodi. Gandayah ili plesači bubnjeva su duhovi prirode koji često pomažu poštovanim irokeškim farmerima s njihovim usjevima. Dobili su naziv "Drum Dancers" jer su uvijek nevidljivi, pa je samo zvuk njihovih bubnjeva signalizirao njihovu prisutnost Irokezima. Ohdows su gnomi koji žive pod zemljom i drže pod kontrolom zmije i podzemna čudovišta.
Ostali nazivi: Jogaoh, Jo-ga-oh, Jo-ge-oh, Jokao, Jungies, Jogeon, Djogeon, Dzögä:ö', Jongä'on, Dzogeon, Jagahoh, Jeh-geh-oh, Ja-gen-oh, Jigahenh, Che-kah-ha-wha, Giket-on; Gahonga, Gahongas, Gahunga; Ohdow, Ohdows, Ohdowa, Ohdowas, Ohdanwa, Ohdanwas; Yakonenyoya'ks, Yagodinenyoyak, Yah-ko-nen-us-yoks, Shakotinenyoya'ks; Tehotikal:luhe'; Nye:no's'a:'; Enkwehsayen, En-kwe-shu-i-yen, Ogwe's-ha-i; Gandayah, Gandayak, Gendayah; Stone-Throwers, Stone-Rollers, Drum-Dancers.